# Tectaria stalactica
Tectaria stalactica är en ormbunkeart som beskrevs av M. Price. Tectaria stalactica ingår i släktet Tectaria och familjen Tectariaceae. Inga underarter finns listade.